# Центр изучения танца имени Айседоры и Раймонда Дункан
Центр изучения танца Айседоры и Раймонда Дункан (греч. Κέντρο Μελέτης Χορού Ισιδώρας και Ραϋμόνδου Ντάνκαν) — хореографический центр в столице Греции, городе Афины.

Центр танца Айседоры и Раймонда Дункан.

Центр входит в европейскую сеть EDN (European Dance House Network) и организует хореографические мероприятия международного и национального масштабов. Центр расположен в здании, которое в 1903 году построили на холме Копанос Айседора Дункан и её брат Раймонд Дункан Раймонд спроектировал и построил дом, где Дунканы поселились и работали, по образцу «Дворца Агамемнона» (Микены). Центр основан в 1980 году муниципалитетом афинского района Байрон. Центр функционирует также как хореографическое училище и открыт для поклонников искусства Айседоры и Раймонда Дункан.